# Письменный, Вячеслав Михайлович
Вячеслав Михайлович Письменный (6 августа 1950 — 31 января 2004) — командир вертолётного полка в составе 40-й армии Краснознамённого Туркестанского военного округа (Ограниченный контингент советских войск в Демократической Республике Афганистан), подполковник. Герой Советского Союза.

## Биография
Родился 6 августа 1950 года в городе Актюбинск (Казахская ССР) в семье железнодорожника. Русский. Член КПСС с 1975 года. Окончил 10 классов.
В Советской Армии с 1967 года. В 1971 году окончил Сызранское высшее военное авиационное училище лётчиков. Службу начал лётчиком-штурманом вертолёта «Ми-8» в одной из строевых частей. Вскоре стал командиром экипажа, командиром звена эскадрильи. В 1980 году окончил Военно-воздушную академию имени Ю. А. Гагарина.
Дважды, с 1980 по 1981 и с 1984 по 1985 год, В. М. Письменный находился в составе ограниченного контингента советских войск в Демократической Республике Афганистан. Совершил более 550 боевых вылетов.
Указом Президиума Верховного Совета СССР от 5 февраля 1986 года подполковнику Письменному Вячеславу Михайловичу за мужество, отвагу и героизм, проявленные при оказании интернациональной помощи Демократической Республике Афганистан, присвоено звание Героя Советского Союза с вручением ордена Ленина и медали «Золотая Звезда» (№ 11540).
После возвращения из Афганистана проходил службу в Главном штабе ВВС СССР, а после распада СССР продолжил службу в Вооружённых Силах Российской Федерации.
Заместитель командующего — начальник штаба армейской авиации Сухопутных войск, генерал-лейтенант авиации В. М. Письменный погиб 31 января 2004 года. Похоронен на Троекуровском кладбище в Москве (участок 5).
Заслуженный военный лётчик РФ. Награждён орденом Ленина, двумя орденами Красной Звезды, орденом «За службу Родине в Вооружённых Силах» 3-й степени, медалями.

## Память
- Именем Героя назван вертолёт Ми-26 соединения армейской авиации Южного военного округа (2021)[2]